# Kyrkohandbok för Svenska kyrkan 2017
Kyrkohandbok för Svenska kyrkan del I (från 2017) är en kyrkohandbok för Svenska kyrkan, som togs i bruk den 20 maj 2018 på pingstdagen och då ersatte Kyrkohandboken 1986. Boken beskriver hur gudstjänster som högmässa, dop och begravning ska gå till i Svenska kyrkan.
Kyrkohandboken finns tillgänglig i digital form på Svenska kyrkans hemsida. Boken kan även beställas i tryckt form, bland annat från Verbum.

## Arbetsgång
Den 23 maj 2012 beslutade kyrkostyrelsen att anta Förslag Kyrkohandbok för Svenska kyrkan del I och Förslag för Svenska kyrkan del I Musikvolym. Förslagen skulle prövas från Första söndagen i Advent 2012 till Domssöndagen 2013 och har därefter reviderats utifrån remissvar för att sedan gå ut på ny remiss 2016 varefter kyrkostyrelsen den 14 juni 2017 beslöt att överlämna det då ytterligare reviderade kyrkohandboksförslaget till kyrkomötets gudstjänstutskott. 
23 november 2017 beslöt kyrkomötet att efter omfattande musikalisk och teologisk kritik ändå bejaka gudstjänstutskottets förslag att anta förslaget som ny kyrkohandbok för Svenska kyrkan som därför är Svenska kyrkans enda gällande kyrkohandbok från och med 2018-05-20 (vad gäller den vanliga del I av handboken. Den ovanligare del II kvarstår tills vidare). Den nya kyrkohandboken (del I) består av en huvudvolym innehållandes "de vanliga" gudstjänstordningarna och en musikvolym innehållandes de olika musikvarianterna. Till det kommer ett missale som kombinerar dessa två för prästens bruk i gudstjänsten.
Kyrkohandboken skulle ha levererats den 12 mars 2018 men försenas på grund av upphovsrättsintrång som teologerna Christer Pahlmblad och Anders Ekenberg hävdat i februari 2018. Det är tre nattvardsböner (nummer 6, 9 och 14) de anser sig äga upphovsrätten till. Cecilia Göransson, dotter till Harald Göransson, äger upphovsrätten på hans verk och hon anser också att det är upphovsrättsintrång.

## Gudstjänstmusik

### Gudstjänstmusik A
Gudstjänstmusik A är en revidering från den förra kyrkohandboken (från 1986).

#### Kristusrop/Kyrie
- Kristusrop A1
- Kristusrop A2
- Kristusrop A3
- Kristusrop A4
- Kristusrop A5
- Kristusrop A6

#### Lovsången/Gloria och laudamus
- Lovsången
- Lovsången
- Lovsången
- Lovsången
- Lovsången
- Lovsången
- Lovsången
- Lovsången
- Lovsången (Curt Lindström), 697:9
- Lovsången

#### Måltiden
- Helig A1
- Helig A2
- Helig A3
- Helig A4
- O Guds Lamm A1
- O Guds Lamm A2
- O Guds Lamm A3
- O Guds Lamm A4

#### Lovprisning
- Lovprisning A1
- Lovprisning A2
- Lovprisning A3

### Gudstjänstmusik B
Gudstjänstmusik B är skriven 2011 av Fredrik Sixten, 2014 skrev Sixten Lovprisningen och han gjorde 2015 om Lovsägelsen och Helig.
- Kristusrop B1
- Lovsången B1
- Lovsägelsens inledning 1
- Prefationens inledning 1
- Prefationens inledning 2
- Prefationens avslutning 1
- Prefationens avslutning 2
- Helig B1
- O Guds lamm B2
- Lovprisning B1

### Gudstjänstmusik C
- Kristusrop C1
- Kristusrop C2
- Lovsången C1
- Lovsägelsens inledning C1
- Prefationen C1
- Prefationen C2
- Helig C1
- O Guds lamm C1
- Lovprisningen C1

### Gudstjänstmusik D
Gudstjänstmusik D är skriven 2011 av Karin Runow. 2014 skrev Runow Lovprisningen och gjorde om lovsägelsen. 2015 arrangerades musik om: Kristusrop, O Guds Lamm (D1, D2) av Per Olsson, Lovsägelsen och Lovprisningen av Tommy Jonsson, Helig av Karl Wikenståhl.
- Kristusrop D1
- Lovsången D1
- Lovsägelsen D1
- Prefation D1 (Allmän 1)
- Prefation D2 (Allmän 2)
- Prefation D3 (Allmän 3)
- Helig D1
- O Guds Lamm D1
- O Guds Lamm D2
- Lovprisning D1

### Gudstjänstmusik E
Gudstjänstmusik E är skriven av Per Harling: Lovsägelsen (E1) och Helig skrevs 1984, Lovsången skrevs 2011, Kristusrop, O Guds Lamm och Lovprisningen skrevs 2014, Lovsägelsen E2 skrevs 2015. De arrangerade om musik 2015: Kristusrop, O Guds Lamm och Lovprisningen av Hans Nyberg, Lovsägelsen (E1, E2) av Tommy Jonsson, Helig av Karl Wikenståhl.
- Kristusrop E1
- Lovsången E1
- Lovsägelsen E1
- Lovsägelsen E2
- Helig E1
- O Guds Lamm E1
- Lovprisning E1

### Övriga sjungna moment
- Inledningsord 1
- Inledningsord 2
- Inledningsord 3
- Inledningsord 4
- Inledningsord 13 (Jul)
- Hälsning 1 och 2
- Hallelujarop 1
- Hallelujarop 2
- Hallelujarop 3
- Hallelujarop 4
- Församlingssvar 1
- Församlingssvar 2
- Församlingssvar 3
- Församlingssvar 4
- Förbön 8 (Litanian)
- Förbön 9
- Församlingssvar (Nattvardsbön)
- Förbön Dop
- Förbön Vigsel 1
- Förbön Vigsel 2
- Förbön Begravning 1
- Förbön Begravning 2